# Matej Hrstić
Matej Hrstić (Ljubuški, 11 de agosto de 1996) es un jugador de balonmano croata, nacido en Bosnia y Herzegovina, que juega de lateral izquierdo en el Limoges Hand 87. Es internacional con la selección de balonmano de Croacia.
Con la selección ganó la medalla de plata en el Campeonato Europeo de Balonmano Masculino de 2020.

## Palmarés

### Izviđač
- Liga de balonmano de Bosnia y Herzegovina (1): 2016

### RK Zagreb
- Liga de Croacia de balonmano (4): 2018, 2019, 2021, 2022
- Copa de Croacia de balonmano (4): 2018, 2019, 2021, 2022

## Clubes
| Club            | País                 | Año         |
| --------------- | -------------------- | ----------- |
| HRK Izviđač     | Bosnia y Herzegovina | 2012 - 2017 |
| RK Zagreb       | Croacia              | 2017 - 2022 |
| Limoges Hand 87 | Francia              | 2022 - Act. |